# Tarrés
Tarrés es un municipio español situado en la comarca catalana de Garrigas (provincia de Lérida), situado en la parte este de la misma, en el límite con la provincia de Tarragona. Limita al norte con el municipio de Fulleda, al oeste con Vinaixa y al este y al sur con Vimbodí. A mediados del siglo XIX se denominaba Torres.Se accede desde la carretera N-240 (Tarragona-Lleida), a través de un enlace con la carretera local LV-2014.

## Historia
Antes de la reconquista, Tarrés formó parte del valiato árabe de Siurana. Recibió la carta de población el 26 de julio de 1149 de manos de Ramón Berenguer IV. Se le encargó la repoblación a Ramon de Boixadors y a su esposa Ermessenda, a condición de que construyeran una fortaleza. En 1245, el lugar pasó a ser posesión del monasterio de Poblet aunque el cenobio no adquirió la plena jurisdicción del término hasta 1367.
Entre Fulleda y Tarrés existe una cantera de la que se extrajeron parte de los materiales utilizados en la construcción del Palacio del rey Martín el Humano en Poblet. El señorío del monasterio sobre la villa terminó con el fin del antiguo régimen.

## Geografía humana

### Demografía
Cuenta con una población de 125 habitantes (INE 2024).
| Gráfica de evolución demográfica de Tarrés entre 1842 y 2021                                                                                                  |
| |
| Población de derecho según los censos de población del INE Población de hecho según los censos de población del INEEn estos censos se denominaba Torres: 1842 |

| 1900 | 1930 | 1950 | 1970 | 1981 | 1986 | 2006 |
| ---- | ---- | ---- | ---- | ---- | ---- | ---- |
| 361  | 310  | 229  | 158  | 109  | 93   | 111  |

## Cultura
La iglesia parroquial está dedicada a Santa María. Es de estilo neoclásico con nave barroca; cuenta con un campanario de planta octogonal. El templo fue construido en 1799 sobre los restos de la antigua iglesia. Muy cerca se encuentra el edificio conocido como Cal Magre, que antiguamente funcionó como hostal, con una fachada porticada y con columnas en estilo jónico. 
El pueblo está formado por calles estrechas y empinados, con numerosas construcciones de piedra seca como la Casa de la Vila (1695), con una gran arcada, o "los Perxis", con una magnífica fachada. En las afueras, hay el eremitorio de la Santa Cruz (1977), formado por antiguas cabañas habilitadas como ermita y casa de colonias. Diseminadas por el término, hay numerosas cabañas y hornos de cal.
Tarrés celebra su fiesta mayor de verano por la Asunción de María y San Roque (15 y 16 de agosto). También celebra su fiesta mayor de invierno por San Isidro (15 de mayo). 

## Economía
Como otros pueblos rurales, experimentó un decrecimiento demográfico a lo largo del siglo XX. La agricultura dejó de ser la fuente principal de ingresos de sus habitantes, que mayoritariamente trabajan fuera del municipio, aunque quedan cultivos de secano como cereales, olivos, almendros y viñas. El término municipal acoge dos parques eólicos.